# السوده، الطائف
السوده (به عربی: السودة) یک منطقهٔ مسکونی در عربستان سعودی است که در استان مکه واقع شده‌است.